# Рамблвуд (Њу Џерзи)
Рамблвуд (енгл. Ramblewood) насељено је место без административног статуса у америчкој савезној држави Њу Џерзи.

## Демографија
По попису из 2010. године број становника је 5.907, што је 96 (-1,6%) становника мање него 2000. године.
| Група             | 2000.         | 2010.         |
| Белци             | 5.341 (89,0%) | 4.763 (80,6%) |
| Афроамериканци    | 287 (4,8%)    | 451 (7,6%)    |
| Азијати           | 209 (3,5%)    | 359 (6,1%)    |
| Хиспаноамериканци | 122 (2,0%)    | 246 (4,2%)    |
| Укупно            | 6.003         | 5.907         |